# Killer of Sheep
Killer of Sheep is een Amerikaanse speelfilm uit 1977. De film is geschreven, geregisseerd, geproduceerd en opgenomen door Charles Burnett. Hoofdrollen worden vertolkt door G. Sanders, Kaycee Moore, en Charles Bracy.

## Verhaal
De film toont de cultuur van Afro-Amerikanen in de achterbuurten van Los Angeles. Er is niet echt een vaste plot of karakterontwikkeling.
Centraal staat Stan, een slager die met zijn vrouw en twee kinderen in deze achterbuurt woont. Enkele van zijn vrienden proberen hem te betrekken bij een crimineel plan. Verder krijgt Stan een baan in een winkel aangeboden door een blanke dame, en proberen hij en zijn vriend Bracy een automotor te kopen. Stan voelt zich niet in staat de richting die zijn leven opgaat te veranderen.

## Rolverdeling
- Henry G. Sanders - Stan
- Kaycee Moore - Stans vrouw
- Charles Bracy - Bracy
- Angela Burnett - Stans dochter
- Eugene Cherry - Eugene
- Jack Drummond - Stans zoon